# رئیس‌جمهور گواتمالا
رئیس‌جمهور گواتمالا (اسپانیایی: Presidente de Guatemala‎) با عنوان رسمی رئیس‌جمهور جمهوری گواتمالا (اسپانیایی: Presidente de la República de Guatemala‎) رئیس کشور و رئیس دولت کشور گواتمالا است که برای یک دوره چهار ساله انتخاب می‌شود. پست ریاست جمهوری در سال ۱۸۳۹ ایجاد شد.

## شرایط لازم برای تصدی پست ریاست جمهوری
طبق اصل ۱۸۵ قانون‌اساسی، برای تصدی پست ریاست جمهوری شرایط ذیل ضروری است:
- فردی گواتمالایی اصیل که شهروندی دارای اعتبار و شهرت و منزلت شایسته و خوبی باشد.
- دست‌کم ۴۰ سال سن داشته باشد.

بر اساس اصل ۱۸۶، خویشاوندان فردی که پست ریاست جمهوری یا معاون ریاست جمهوری را در اختیار می‌گیرد مجاز به نامزد شدن در انتخابات بعدی نیستند.